# 青津喜久太郎
青津 喜久太郎（あおづ きくたろう、1897年（明治30年）8月9日 - 1947年（昭和22年）4月6日）は、大日本帝国陸軍軍人。最終階級は陸軍少将。功四級。

## 経歴・人物
岡山県出身。1919年（大正8年）5月に陸軍士官学校第31期卒業。同年12月に陸軍歩兵少尉に任官。1924年（大正13年）陸軍大学校に入学し、1927年（昭和2年）同校第39期卒業。
1939年（昭和14年）10月に第24師団参謀長を経て、翌年の1940年（昭和15年）3月に陸軍歩兵大佐に進級。さらに、同年10月に陸軍大学校教官に転じる。
大東亜戦争に入り、1941年（昭和16年）7月に第5軍高級参謀を経て、1942年（昭和17年）11月に第18軍高級参謀に転じ、出征。ついで、1943年（昭和18年）7月に第51師団参謀長に任官し、1944年（昭和19年）3月に陸軍少将に進み、同年9月に第41歩兵団長（第41師団）に補任され、終戦までニューギニア戦線で悪戦苦闘を続けた。